# 사이아 바튼

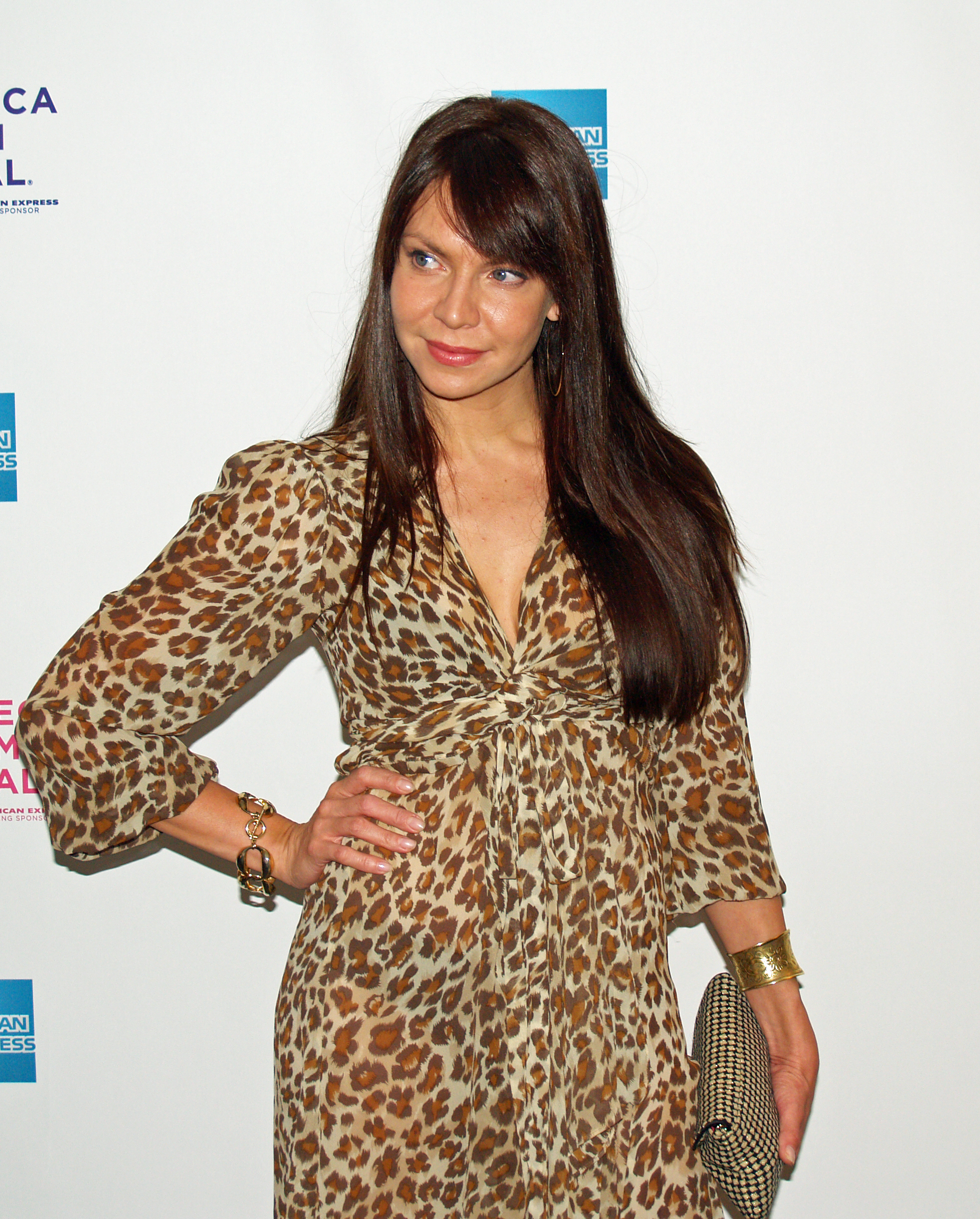

사이아 바튼(Cyia Batten, 1972년 1월 26일 ~ )는 미국의 배우, 댄서, 텔레비전 배우, 영화배우이다.

## 영화
- 킬러 무비 (2008년)
- 찰리 윌슨의 전쟁 (2007년) - 스테이시 역
- 텍사스 전기톱 연쇄살인사건 - 0 (2006년) - 알렉스 역
- 엣 애니 코스트 (2000년) - 레베카 역
- 섹슈얼 마인드 (1997년)
- 파이널 캅 (1996년)